# Rue Roy
La rue Roy est une voie du 8e arrondissement de Paris. 

## Situation et accès
Elle commence rue La Boétie et se termine rue de Laborde.

## Origine du nom
Elle rend honneur au comte Antoine Roy (1764-1847), ministre des Finances de Charles X.

## Historique
Cette voie qui a été ouverte en 1788 sous le nom de « rue Saint-Jean-Baptiste », qu'elle devait à une enseigne, elle prend le nom de « rue Jean-Baptiste », durant la Révolution, avant de reprendre sa dénomination initiale dans les années 1800. Elle fait alors un coude en empruntant le tracé de la rue de Rigny.
Très largement amputée par l'ouverture du boulevard Haussmann en 1862, elle est prolongée entre la rue de Rigny et la rue de Laborde.
Elle a reçu sa dénomination actuelle par décret du 27 février 1867.

## Bâtiments remarquables et lieux de mémoire
- No 8 : après leur mariage en 1870 et jusqu'en 1873, les parents de Marcel Proust habitèrent dans cet immeuble un appartement en location au deuxième étage sur rue[3].
- Fulgence Bienvenüe (1852-1936), ingénieur en chef des Ponts et Chaussées et père du métro de Paris[4].